# Nederländernas herrlandslag i handboll
Nederländernas herrlandslag i handboll representerar Nederländerna i handboll på herrsidan. Deras bästa resultat i mästerskap är 10:e plats i EM 2022.

## Spelare i urval
- Dani Baijens
- Jeffrey Boomhouwer
- Bart Ravensbergen
- Bobby Schagen
- Kay Smits
- Luc Steins